# Diego Ladrón de Guevara

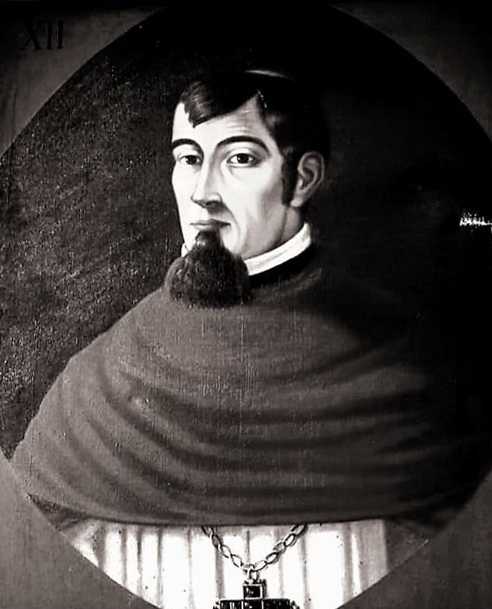
Diego Ladrón de Guevara, Bischof von Quito und Vizekönig von Peru

Diego Ladrón de Guevara (* 1641 in Cifuentes, Provinz Guadalajara, Spanien; † 9. September 1718 in Mexiko-Stadt) war ein spanischer Bischof, der von 1710 bis 1716 als Vizekönig von Peru amtierte.

## Leben
Diego Ladrón entstammte einer adligen Familie aus Spanien. Er studierte Theologie an der Universität Alcalá und Rechtswissenschaft an der Universität von Sigüenza. Nach Erhalt der Priesterweihe arbeitete er zunächst in Sigüenza und Málaga.
1689 wurde er zum Bischof von Panama berufen und reiste in die Neue Welt. Er übernahm dort 1695 auch das Amt des Vorsitzenden der Real Audiencia von Panama sowie des Gouverneurs der Region. 1698 wurde er zum Bischof von Huamanga berufen und übernahm dieses Amt im Juli 1700. Er machte sich stark für die frischgegründete Universität San Cristóbal de Huamanga, als deren erster Rektor er firmierte.
1705 wurde er zum Bischof von Quito berufen und übernahm dieses Amt Ende Oktober 1706.
Als 1710 der Vizekönig von Peru Manuel de Oms y de Santa Pau im Amt starb, war Ladrón der vom spanischen König designierte Nachfolger. Er reiste also nach Lima und übernahm das Amt des Vizekönigs Ende August 1710 vom Präsidenten der Audiencia, Miguel Núñez de Sanabria.
Die größte Herausforderung seiner Amtszeit waren die leeren Staatskassen. Er fand lediglich 1.200 Pesos vor, was nicht ausreichte, um die Aufgaben der Kolonialverwaltung zu finanzieren. Er intensivierte den Ausstoß der Silberminen von Potosí und anderen Orten und erreichte so eine deutliche Steigerung der staatlichen Einnahmen. Ferner untersagte er 1714 das Brennen von Zuckerrohrschnaps, um insbesondere die negativen Folgen des Alkoholkonsums bei der indigenen Bevölkerung zu begrenzen.
Durch den Frieden von Utrecht 1712 war der Piraterie englischer Freibeuter ein Ende gesetzt. Britische Schiffe nahmen den Handel mit den spanischen Kolonien wieder auf und boten ihre Waren unter anderem in Portobelo an. Dennoch blieb die Küstenpiraterie weiterhin ein großes Sicherheitsthema für die Spanier in Südamerika.
Ladrón betrieb weiterhin die Arbeiten zum Wiederaufbau der Kathedrale von Lima und weiterer Bauten, die 1687 bei einem Erdbeben zerstört worden war.
Seine umfassenden Maßnahmen zur Förderung der Einnahmen erweckten Misstrauen und Missgunst am spanischen Hofe. 1716 wurde Ladrón unter dem Vorwurf der Untreue von seinem Amt abgesetzt. Der Präsident der Real Audiencia von Lima, Mateo de la Mata Ponce de León übernahm interimistisch die Amtsgeschäfte. Ladrón wartete in Lima das Ende seiner Amtsrevision (Juicio de residencia) ab, das ihn vom Großteil der gegen ihn erhobenen Vorwürfe freisprach. Im März 1718 reiste nach Mexiko, wo er im September desselben Jahres starb.